# Jill Johnston
Jill Johnston (Londres, 17 de mayo de 1929 - Hartford, Estados Unidos; 18 de septiembre de 2010) fue una escritora feminista y crítica cultural estadounidense nacida en Gran Bretaña que escribió Lesbian Nation en 1973 y fue colaboradora de The Village Voice durante mucho tiempo. También fue líder del movimiento separatista lésbico de la década de 1970. Johnston también escribió bajo el seudónimo de FJ Crowe.

## Biografía
Johnston nació como Jill Crowe en Londres en 1929, hija única de Olive Marjorie Crowe (nacida en 1901), que era una enfermera estadounidense, y Cyril F. Johnston (1884–1950), que era campanero y relojero inglés. La empresa de su familia, Gillett & Johnston, había creado el carillón de la iglesia Riverside en la ciudad de Nueva York. Sus padres, que nunca se casaron, se separaron cuando Johnston era una niña y su madre la llevó a Little Neck, Queens, Nueva York, donde se crio.
Después de asistir a la universidad en Massachusetts y Minnesota, Johnston recibió una Maestría en Bellas Artes de la Universidad de Carolina del Norte en Greensboro. 

## Carrera profesional
Durante muchos años, a partir de 1959 y durante la década de 1960, Johnston fue la crítica de danza de The Village Voice, el periódico semanal del centro de la ciudad de Nueva York. Era amiga de muchos intérpretes, artistas de performance, compositores, poetas y artistas en la ciudad de Nueva York, especialmente durante las décadas de 1960 y 1970. A fines de la década de 1960, Deborah Jowitt se unió al periódico y escribió una columna de danza regular para Voice, mientras que la columna de danza de Johnston se convirtió en una especie de diario semanal, narrando sus aventuras en el mundo del arte de Nueva York.
Johnston fue miembro de un panel de la ciudad de Nueva York de 1971 producido por Shirley Broughton como parte de la serie "Theater for Ideas". El evento fue un vigoroso debate sobre el feminismo con el escritor Norman Mailer, la escritora Germaine Greer; la crítica literaria Diana Trilling; Jacqueline Ceballos, la presidenta de la Organización Nacional de Mujeres, y la propia Johnston. El evento también fue anunciado como una "Batalla de los sexos" intelectual, promoviendo el libro de crítica del feminismo de Mailer, que se acababa de publicar en ese momento, The Prisoner of Sex (1971). Cuando llegó el momento de que hiciera sus comentarios introductorios, Johnston leyó un poema, después de lo cual dos amigas feministas subieron al escenario y las tres simularon sexo lésbico (totalmente vestidas) a tres bandas,(entregándose a un poco de teatro de guerrilla feminista, que ella admitió que había aprendido de los Yippies) y salió rápidamente. A pesar de esta colorida interrupción, Greer y Mailer continuaron intercambiando golpes verbales entre ellos (y con la audiencia) durante el resto del evento de tres horas y media. Se escribió mucho sobre este evento (dado que asistieron muchas escritoras, incluidas Susan Sontag y Cynthia Ozick) y filmado por el ahora legendario documentalista DA Pennebaker, que finalmente se convirtió en el documental de culto titulado Town Bloody Hall.
Como ilustra este incidente, el autodenominado "East West Flower Child Beat Hip Psychedelic Paradise Now Love Peace Do Your Own Things" de Johnston (como lo llamó en Lesbian Nation) a menudo confundía a sus aliadas feministas tanto como a las enemigos conservadores de la liberación gay y lesbiana. En 1973, predijo "el fin de la fraternidad catastrófica y el regreso a la antigua gloria y sabia ecuanimidad de los matriarcados".
Como queda de manifiesto en Lesbian Nation, Johnston estuvo a menudo en el centro de controversias dentro del movimiento feminista de los años sesenta y setenta. Ella dejó constancia de que "todas las mujeres son lesbianas, excepto aquellas que aún no lo saben".

Johnston también fue una de las primeras escritoras contraculturales y lesbianas en la revista Ms. y finalmente llegó a la conclusión de que la revista era demasiado convencional y, en última instancia, presentaba el feminismo como agradable, familiar y seguro. Según la autora Vivian Gornick:
Para las feministas radicales como yo, Ellen Willis y Jill Johnston, teníamos en mente un tipo diferente de revista. Salimos en contra del matrimonio y la maternidad. Gloria Steinem estaba en la zona alta; estábamos en el centro. Salía con figuras del establishment; sólo nos teníamos a nosotros mismos. Rápidamente se hizo evidente en esa primera reunión que querían una revista brillante que atrajera a las mujeres que leen el Ladies' Home Journal. No queríamos eso, así que se fueron con él.
En otra ocasión, Johnston estaba en una conferencia de prensa junto a la piscina dada por la feminista Betty Friedan, pero se aburría, por lo que decidió quitarse la blusa y nadar.
En 1977, Johnson se convirtió en asociada del Instituto de Mujeres para la Libertad de Prensa (WIFP). WIFP es una organización editorial estadounidense sin fines de lucro. La organización trabaja para aumentar la comunicación entre mujeres y conectar al público con medios basados en mujeres.
La carrera de Johnston como crítica de danza se vio obstaculizada por la controversia que acompañó a la publicación de Lesbian Nation y la publicidad generada por su estilo dramático de activismo feminista lesbiano. Permaneció en The Village Voice hasta 1981 y posteriormente escribió crítica literaria y de arte independiente. Junto con las memorias políticas, Lesbian Nation y Gullible's Travels, Johnston publicó una antología de crítica de danza titulada Marmalade Me, así como las autobiografías Mother Bound y Paper Daughter.
Descrita por un crítico como "en parte Gertrude Stein, en parte EE Cummings, con una pizca de Jack Kerouac en buena medida", el estilo de escritura fluido y de forma libre de Johnston de la década de 1970 coincidía con la naturaleza colorida de los cuentos narrados en sus libros Lesbian Nation y Gullibles Travels. Su trabajo posterior como crítica literaria y de arte para Art in America y New York Times Review of Books es más estándar tanto en su tono como en su contenido. Los primeros escritos, no publicados en otros volúmenes, se pueden encontrar en Admission Accomplished, mientras que la biografía crítica de Jasper Johns es un ejemplo de su estilo posterior.
Johnston es el tema de una de las películas de retratos de Andy Warhol, Jill, una película muda de cuatro minutos y medio filmada en blanco y negro (1963).
En 1958, Johnston se casó con Richard John Lanham, de quien se divorció en 1964. Tuvieron dos hijos, un hijo, Richard Renault Lanham, y una hija, Winifred Brooke Lanham.
En 1993, en Dinamarca, se casó con Ingrid Nyeboe. La pareja se volvió a casar, en Connecticut, en 2009.
El 10 de septiembre de 2010 sufrió un derrame cerebral en Hartford, Connecticut. Murió ocho días después, el 18 de septiembre de 2010, a la edad de 81 años.